# Timmia austriaca
Timmia austriaca là một loài rêu trong họ Timmiaceae. Loài này được Hedw. mô tả khoa học đầu tiên năm 1801.

## Hình ảnh

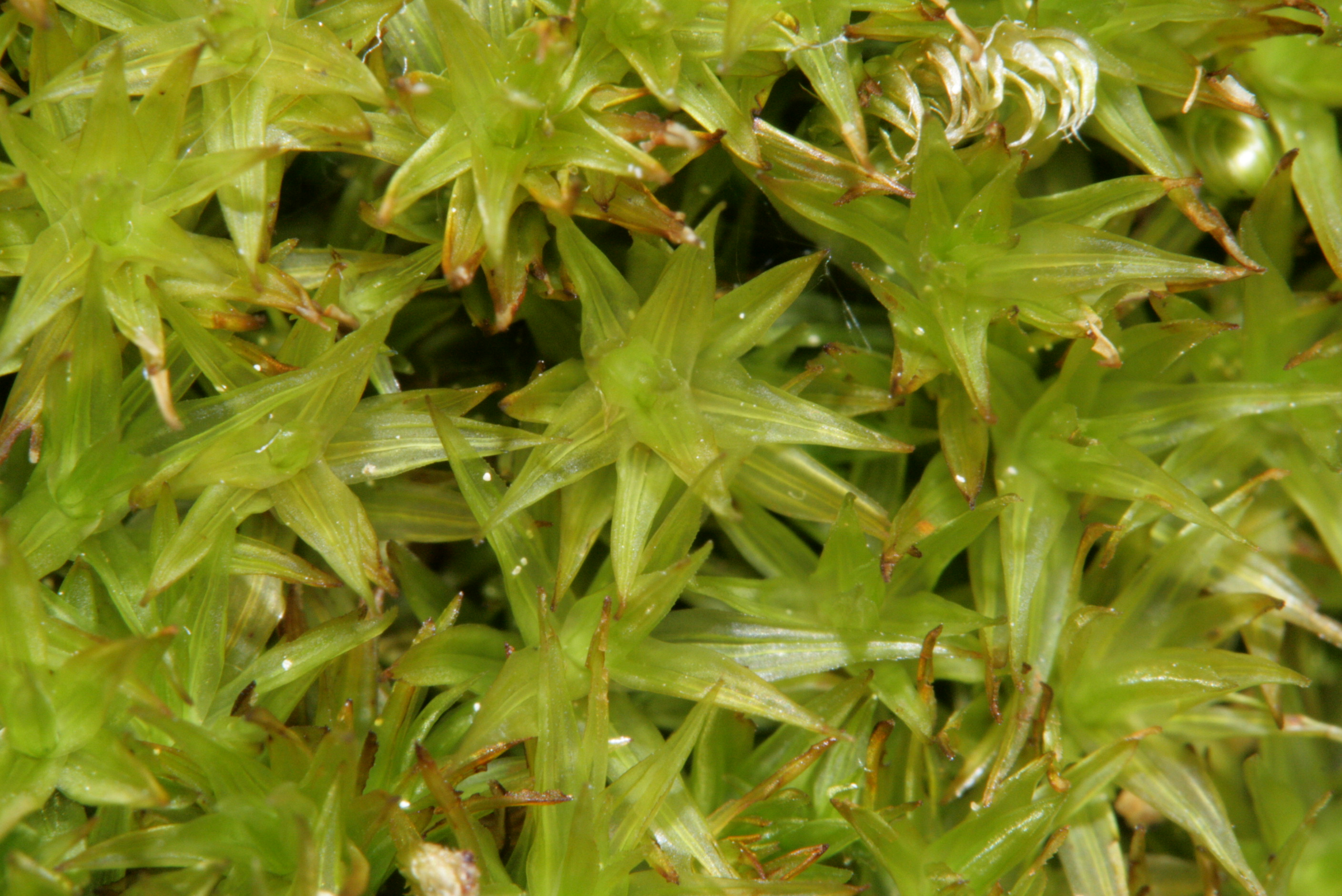
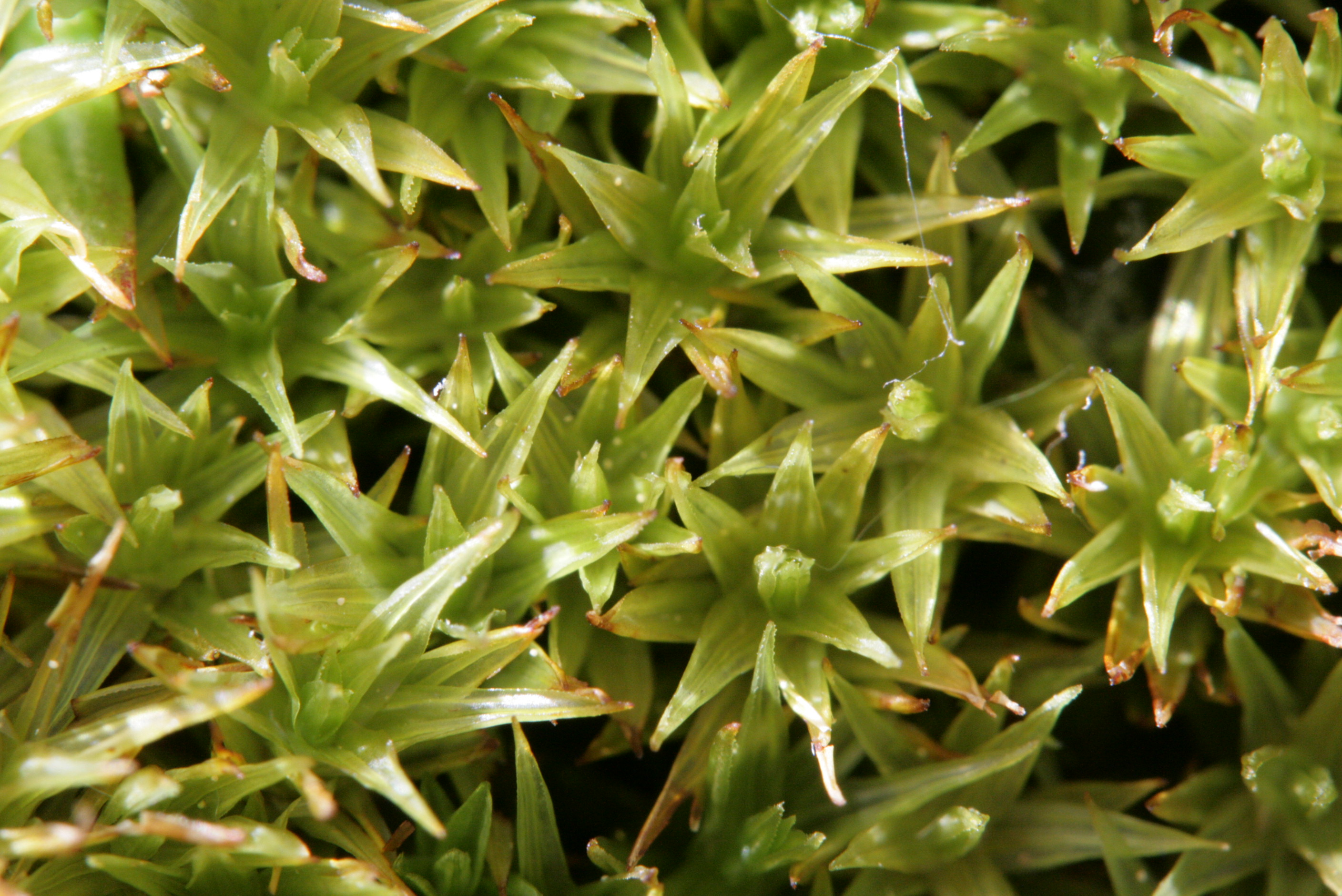
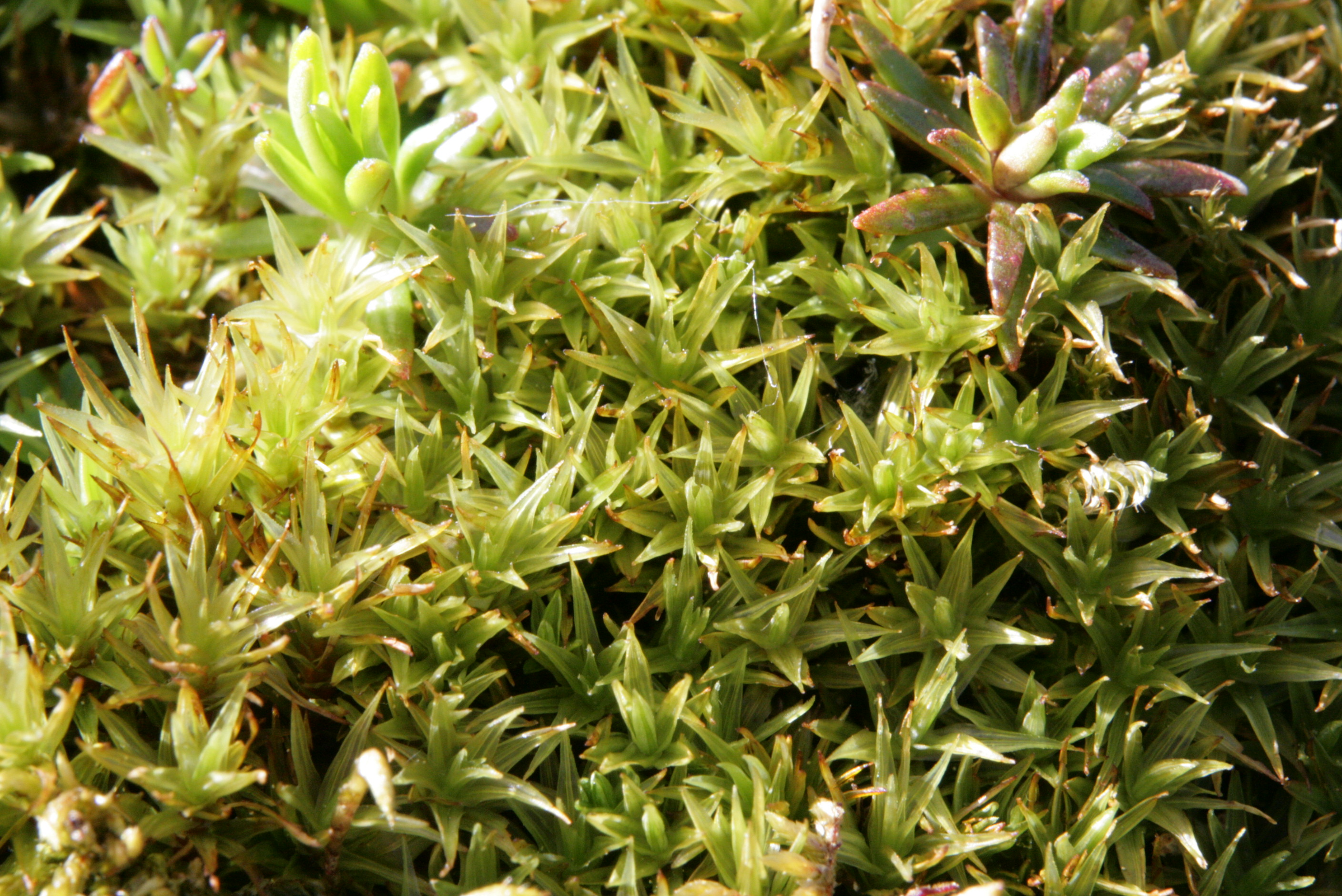
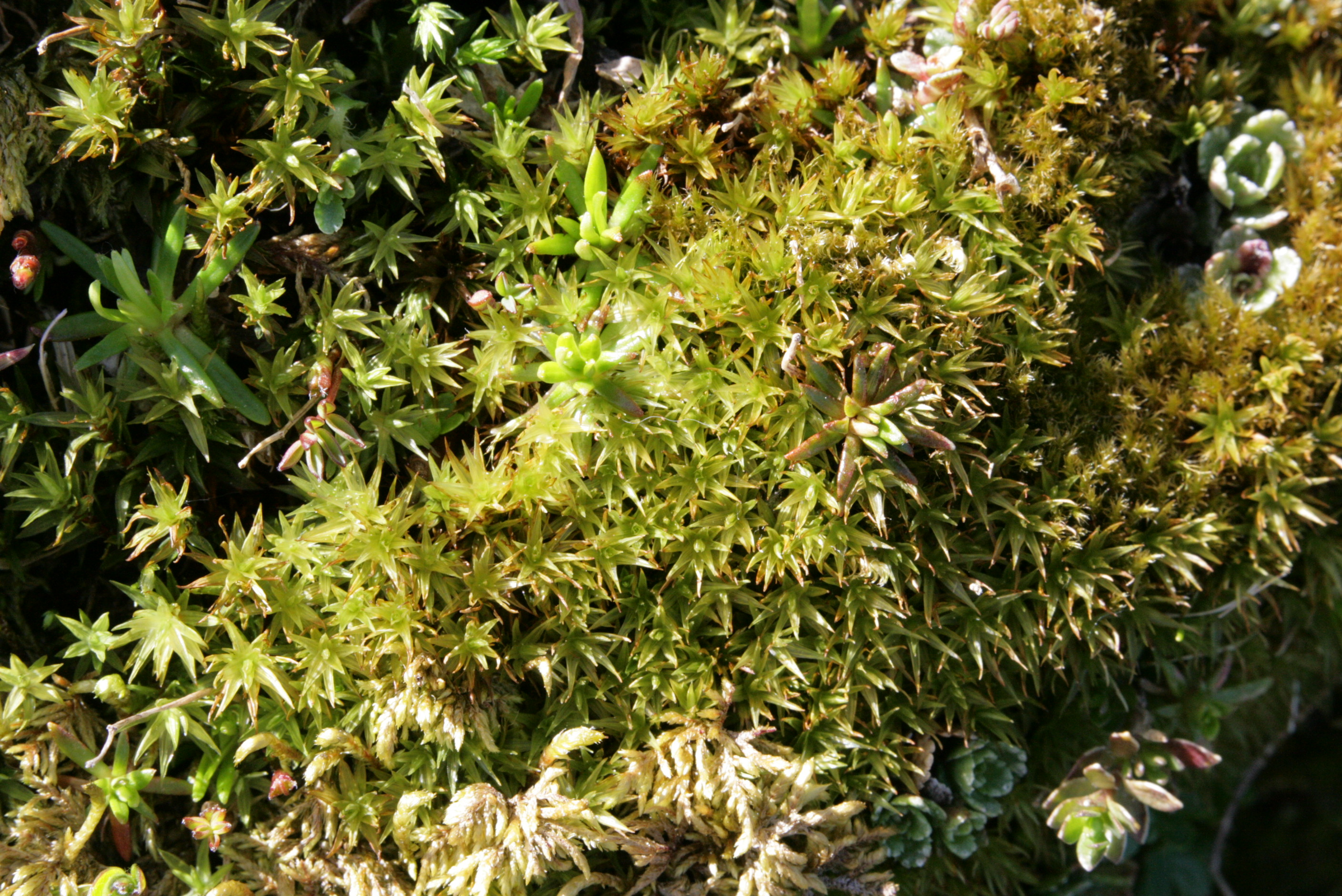